# Hyōken no Majutsushi ga Sekai wo Suberu
Hyōken no Majutsushi ga Sekai wo Suberu: Sekai Saikyō no Majutsushi de Aru Shōnen wa, Majutsu Gakuin ga Nyūgaku Suru (冰剣の魔術師が世界を統べる〜世界最強の魔術師である少年は、魔術学院に入学する〜?), también conocida como The Iceblade Sorcerer Shall Rule the World en inglés, es una serie de novelas ligeras japonesas escritas por Nana Mikoshiba e ilustradas por Riko Korie. Se ha publicado en línea a través del sitio web de publicación de novelas generadas por usuarios Shōsetsuka ni Narō desde el 25 de octubre de 2019. Más tarde fue adquirido por Kōdansha, que ha lanzado ocho volúmenes desde el 2 de julio de 2020 bajo su sello Kodansha Ranobe Bunko.
Una adaptación a manga con ilustraciones de Norihito Sasaki se ha serializado en el sitio web y aplicación Magazine Pocket de Kōdansha desde el 24 de junio de 2020, y sus capítulos han sido recopilados en quince volúmenes tankōbon hasta el momento. Una adaptación de la serie a anime producido por el estudio Cloud Hearts se estrenó en enero de 2023.

## Argumento
Todo el mundo conoce al soldado más poderoso, el mago de las cuchillas de hielo, que llevó al país a la victoria hace tres años, pero pocos conocen su verdadero nombre: Ray White. Tras superar una sangrienta guerra, Ray se matricula en la Academia Arnold, dispuesto a experimentar una vida normal, un lujo que nunca tuvo. Para conseguirlo, mantiene en secreto su identidad como mago de las cuchillas de hielo, y las cicatrices del pasado le siguen persiguiendo hasta el día de hoy. A pesar de ser condenado al ostracismo por ser un plebeyo, Ray entabla amistad con la orgullosa pero amable Amelia Rose, con el musculoso Evi Armstrong y con la tímida y estudiosa Elisa. Sin embargo, una conspiración acecha los muros de la academia, y a Ray se le encomienda la tarea de dar caza a un espía cuyos motivos siguen sin estar claros. Para proteger a sus nuevos amigos y a las personas que aprecia, Ray hará lo que sea necesario, incluso si eso significa enfrentarse a su pasado.

## Personajes
Ray White (レイ＝ホワイト Rei Howaito?) / Lily White (ユリ＝ホワイト Riri Howaito?)
 Seiyū: Junya Enoki, Luis Flores (español latino), Rie Kugimiya (niño, Lily White), Sammir Hernández (niño, español latino)
El personaje principal de la serie y un estudiante de primer año en la Academia de Magia Arnold. Como es el único plebeyo de la Academia es discriminado por otros estudiantes nobles. Su verdadera identidad es el "Mago de la Espada de Hielo", de quien se dice que es el más fuerte del mundo, y actualmente suprime su propio poder mágico por una determinada razón. 
Amelia Rose (アメリア＝ローズ Ameria Rōzu?)
 Seiyū: Iori Saeki, Montserrat Aguilar (español latino)
Al igual que Ray, es estudiante de la Academia de Magia Arnold. Es hija de la familia Rose, una de las tres grandes familias nobles y tiene una personalidad buena y refrescante. Harta de la aristocracia discriminatoria de la academia, trata a Ray sin discriminación. A pesar de que tiene un alto nivel de sofisticación, nunca desfallece en sus esfuerzos.
Elisa Griffith (エリサ＝グリフィス Erisa Gurifisu?)
 Seiyū: Nana Harumura, Elizabeth Infante (español latino)
Una pequeña niña semielfa de la misma clase que Ray y Amelia. Tiene una personalidad tímida y sombría, tanto que incluso Ray no se dio cuenta de su existencia al principio. Por lo general, oculta su cabello azul semielfo y sus largas orejas con una capucha. Siendo una auténtica maga, sus conocimientos y habilidades son sobresalientes incluso dentro de la academia.
Rebecca Bradley (レベッカ＝ブラッドリィ Rebekka Buraddori?)
 Seiyū: Azumi Waki, Gabriela Ortiz (español latino)
Hija de la familia Bradley, una de los tres grandes aristócratas y miembro de la Academia de Magia Arnold. Es una estudiante de tercer año que es la presidenta del consejo estudiantil y también es la jefa del departamento de horticultura. Muchos estudiantes la admiran y, para Ray, es su apoyo emocional. No habla mucho sobre sí mismo, tiene una personalidad esquiva y tiene un comportamiento tranquilo. Contrariamente a eso, cuenta con una capacidad de lucha muy alta.
Clarisse Cleveland (クラリス＝クリーヴランド Kurarisu Kurīvurando?)
 Seiyū: Kaede Hondo, Amellalli Guevara (español latino)
Una estudiante que nació en una famosa familia noble y admira a Amelia. Ella tiene una extraordinaria cantidad de afecto y confianza en sus coletas características, hasta el punto de que se llama a sí misma "una mujer que ama a las coletas y es amada por ellas". Además, le encantan los insectos en general, por lo que se siente aislada en clase. Por lo general, tiene una personalidad obstinada, pero también tiene un lado lindo que cambia su expresión de vez en cuando. Ella admira mucho a Ray a pesar de ser un plebeyo.
Ariane Olgren (アリアーヌ＝オルグレン Ariānu Oruguren?)
 Seiyū: Akira Sekine, Adriana Olmedo (español latino)
La hija de la familia Olgren, una de los tres grandes aristócratas y una persona influyente que reina en la cima de la Academia de Magia Diom. Desea fuertemente un mundo de amor y paz, y tiene un historial de transformación de la academia, que una vez estuvo dominada por las artes marciales, en una atmósfera escolar tranquila y elegante. Ella y Amelia son amigas desde la infancia, pero los celos de Amelia por las habilidades de Ariane las separaron. Con el fin de conocer y averiguar sobre Ariane, Ray se infiltra en la Academia Diom usando un disfraz y el nombre de Lily White.
Lydia Ainsworth (リディア＝エインズワース Ridia Einzuwāsu?)
 Seiyū: Atsumi Tanezaki, Jocelyn Robles (español latino)
La mentora y predecesora de Ray, conocida como la "Maga de la Espada de Agua". Hace unos años, durante la guerra en el Lejano Oriente, lideró la línea del frente, pero resultó herida en las etapas finales de la batalla. Como resultado, perdió la movilidad de las piernas y actualmente vive retirada en silla de ruedas. Ella adora a su discípulo Ray y lo cuida mientras disfruta de su juventud en la academia.
Abby Garnet (アビー＝ガーネット Abī Gānetto?)
 Seiyū: Nanako Mori, Karina Altamirano (español latino)
Directora de la Academia de Magia Arnold. Su verdadera identidad es una de los siete grandes hechiceros del mundo. Se considera una "Maga Ardiente" y una vieja amiga de Lydia y Carol. Hasta hace unos años, se paraba en el campo de batalla como una maga perteneciente a las fuerzas armadas, e incluso ahora, después de jubilarse, ostenta una habilidad que hace honor a su apodo. Se preocupa por su ex subordinado, Ray, quien por alguna razón ingresó a la academia.
Carol Caroline (キャロル＝キャロライン Kyaroru Kyarorain?)
 Seiyū: Maaya Uchida, Ana Lobo (español latino)
Una de los Siete Grandes Magos, la "Maga Deslumbrante" y una mujer con un aura hechizante. Se especializa en magia que utiliza alucinaciones para manipular la percepción y la memoria de los demás. Ella es una de las pocas personas que saben que Ray es el actual "Mago de la Espada de Hielo", y está fascinado por el lado sereno que a veces muestra. Tiene una obsesión hacia Ray, ya que desea tener un hijo con él. Se convierte en la nueva profesora de la clase de Ray después de lo sucedido con Helena Grady.
Evi Armstrong (エヴィ＝アームストロング Evi Āmusutorongu?)
 Seiyū: Yūichirō Umehara, Manny Rojo (español latino)
A pesar de que encanta el entrenamiento muscular, es un buen joven que se preocupa por sus amigos y es el compañero de habitación de Ray en el dormitorio. No le importa que Ray sea un plebeyo, y el primer día que lo conoció, se convierte en su compañero de entrenamiento muscular y entrenan juntos todos los días. Es sencillo pero extremadamente amable, y está dispuesto a arriesgar su vida por el bien de sus amigos.
Albert Allium (アルバート・アリウム Arubāto Ariumu?)
 Seiyū: Kōhei Amasaki, Iván Casillas (español latino)
Compañero de clases de Ray, a quien desprecia por ser plebeyo. Su odio hacia Ray aumentó cuando este lo derrotó en un duelo, por lo que es manipulado por Helena, dándole más poder. Sin embargo, es derrotado nuevamente por Ray y al enterarse de que todo fue un plan de los Eugénicos, Albert se reconcilia con Ray.
Zina Shack (ズィーナ＝シャック Zuina Shakku?)
 Seiyū: Fumiko Uchimura, Paola García (español latino)
Una chica de la Academia que es amiga de Lakis y Jeryll. Cuando conoció a Ray por primera vez, se sonrojó cuando éste la tomó de la mano para que no se cayera al piso, pero al enterarse de que es un plebeyo, Zina comienza a despreciarlo. Ella admira mucho a Amelia.
Lakis Simerde (ラキス＝シメルデ Rakisu Shimerude?)
 Seiyū: Nozomi Furuki, Lilian Vela (español latino)
Amiga de Zina y Jeryll y estudiante de la Academia. A igual que sus amigas, admira mucho a Amelia y le tiene desprecio a Ray por su estatus social.
Jeryll Yumimaru (ジェリル＝ユミマル Jeriru Yumimaru?)
 Seiyū: Rinko Natsuhi, Karla Tovar (español latino)
Amiga de Zina y Lakis y estudiante de la Academia. A igual que sus amigas, admira mucho a Amelia y le tiene desprecio a Ray por su estatus social.
Helena Grady (アビー＝ガーネット Herena Gureidi?)
 Seiyū: Yō Taichi, Alma de la Rosa (español latino)
Profesora de clases de Ray. Suele preocuparse mucho por sus alumnos, en especial Ray. Se revela después que Helena forma parte de los "Eugénicos", una organización antagonista que pretende obtener el conocimiento absoluto de la magia mediante los cerebros de los mejores magos. Además, es la responsable de muchos incidentes ocurridos en la Academia. Al descubrir que Ray es uno de los Siete Grandes Magos, ella manipula a Albert dándole más poder para derrotar a Ray, pero al ser derrotado, Helena interviene personalmente, revelando ser una Eugénico y pretende matar a Ray para obtener su poder. Al sentirse acorralada ante Ray, Helena se convierte en un demonio, pero su poder no fue suficiente para rivalizarlo y es derrotada por Ray. Después de la derrota, Helena es arrestada y encerrada en los calabozos.

## Contenido de la obra

### Novelas ligeras
Hyōken no Majutsushi ga Sekai wo Suberu: Sekai Saikyō no Majutsushi de Aru Shōnen wa, Majutsu Gakuin ga Nyūgaku Suru es escrito por Nana Mikoshiba, quien comenzó a publicarla en el sitio web de publicación de novelas generados por usuarios Shōsetsuka ni Narō el 25 de octubre de 2019. Posteriormente, la serie fue adquirida por Kōdansha, quien comenzó a publicar las novelas con ilustraciones de Riko Korie el 2 de julio de 2020 bajo su sello Kodansha Ranobe Bunko. Hasta el momento se han lanzado ocho volúmenes.
| Volúmenes de novelas ligeras publicadas | Volúmenes de novelas ligeras publicadas | Volúmenes de novelas ligeras publicadas |
| Número                                  | Fecha de publicación                    | ISBN                                    |
| --------------------------------------- | --------------------------------------- | --------------------------------------- |
| 1                                       | 2 de julio de 2020                      | ISBN 978-4-06-519122-4                  |
| 2                                       | 2 de noviembre de 2020                  | ISBN 978-4-06-521330-8                  |
| 3                                       | 2 de julio de 2021                      | ISBN 978-4-06-523715-1                  |
| 4                                       | 2 de diciembre de 2021                  | ISBN 978-4-06-526059-3                  |
| 5                                       | 2 de mayo de 2022                       | ISBN 978-4-06-527988-5                  |
| 6                                       | 3 de octubre de 2022                    | ISBN 978-4-06-529631-8                  |
| 7                                       | 28 de diciembre de 2022                 | ISBN 978-4-06-530553-9                  |
| 8                                       | 1 de diciembre de 2023                  | ISBN 978-4-06-534087-5                  |

### Manga
Una adaptación a manga ilustrado por Norihito Sasaki comenzó a serializarse en el sitio web y aplicación Magazine Pocket de Kōdansha el 24 de junio de 2020. Kōdansha ha recopilado sus capítulos individuales en volúmenes tankōbon. El primer volumen se lanzó el 9 de noviembre de 2020, y hasta el momento se han publicado quince volúmenes. En América del Norte, Kodansha USA obtuvo la licencia del manga para su lanzamiento digital en inglés.
| Volúmenes de manga publicados | Volúmenes de manga publicados | Volúmenes de manga publicados |
| Número                        | Fecha de publicación          | ISBN                          |
| ----------------------------- | ----------------------------- | ----------------------------- |
| 1                             | 9 de noviembre de 2020        | ISBN 978-4-06-521300-1        |
| 2                             | 8 de enero de 2021            | ISBN 978-4-06-522521-9        |
| 3                             | 9 de abril de 2021            | ISBN 978-4-06-522876-0        |
| 4                             | 9 de julio de 2021            | ISBN 978-4-06-524018-2        |
| 5                             | 9 de septiembre de 2021       | ISBN 978-4-06-524826-3        |
| 6                             | 8 de octubre de 2021          | ISBN 978-4-06-525132-4        |
| 7                             | 7 de enero de 2022            | ISBN 978-4-06-526593-2        |
| 8                             | 9 de mayo de 2022             | ISBN 978-4-06-527842-0        |
| 9                             | 9 de julio de 2022            | ISBN 978-4-06-528384-4        |
| 10                            | 7 de octubre de 2022          | ISBN 978-4-06-529404-8        |
| 11                            | 6 de enero de 2023            | ISBN 978-4-06-530333-7        |
| 12                            | 7 de abril de 2023            | ISBN 978-4-06-531038-0        |
| 13                            | 8 de agosto de 2023           | ISBN 978-4-06-532597-1        |
| 14                            | 9 de noviembre de 2023        | ISBN 978-4-06-533507-9        |
| 15                            | 8 de febrero de 2024          | ISBN 978-4-06-533507-9        |

### Anime
El 28 de abril de 2022 se anunció una adaptación de la serie a anime. La serie está producida por Cloud Hearts, con la supervisión de Yokohama Animation Laboratory, y está dirigida por Masahiro Takata, quien también supervisará los guiones y dirigirá el sonido. Makoto Shimojima está a cargo de los diseños de personajes, mientras que Tatsuhiko Saiki y Natsumi Tabuchi están componiendo la música. Se estrenó en enero de 2023 en TBS y BS11. El tema de apertura es "Dystopia" de The Musical Project Sizuk, mientras que el tema de cierre es "Loud Hailer" de Maaya Uchida. Crunchyroll obtuvo la licencia de la serie fuera de Asia.
El 1 de noviembre de 2023, Crunchyroll anunció que la serie recibió un doblaje en español latino, que se estrenó el 9 de noviembre.